# Lijst van nationale parken in Congo-Brazzaville
Hieronder volgt een lijst van nationale parken in Congo-Brazzaville.
Twee van deze nationale parken (het Nationaal park Nouabalé-Ndoki en sinds 2023 ook het Nationaal park Odzala-Kokoua) staan op de Unesco-Werelderfgoedlijst.
| Nationaal park                 | Stichtingsjaar | Oppervlakte (km2) | Foto |
| ------------------------------ | -------------- | ----------------- | ---- |
| Nationaal park Conkouati-Douli | 1993           | 5049,5            |      |
| Nationaal park Nouabalé-Ndoki  | 1993           | 3921,61           |      |
| Nationaal park Ntokou-Pikunda  | 2012           | 4572              |      |
| Nationaal park Odzala-Kokoua   | 1935           | 13546             |      |
| Nationaal park Ogooué-Leketi   | 2018           | 3500              |      |